# 가미카와니시촌
가미카와니시촌(上川西村)은 니가타현 고시군에 있던 촌이다. 

## 역사
- 1889년 4월 1일 - 정촌제 시행에 의해 고시군 가미카와니시촌이 성립하였다.
- 1954년 2월 1일 - 미나미칸바라군 미쓰케정에 편입되어 소멸하였다.

## 참고문헌
- 『市町村名変遷辞典』東京堂出版、1990年。